# Tibouchina catharinae
Tibouchina catharinae là một loài thực vật có hoa trong họ Mua. Loài này được Pittier miêu tả khoa học đầu tiên năm 1947.